# Театр Любека

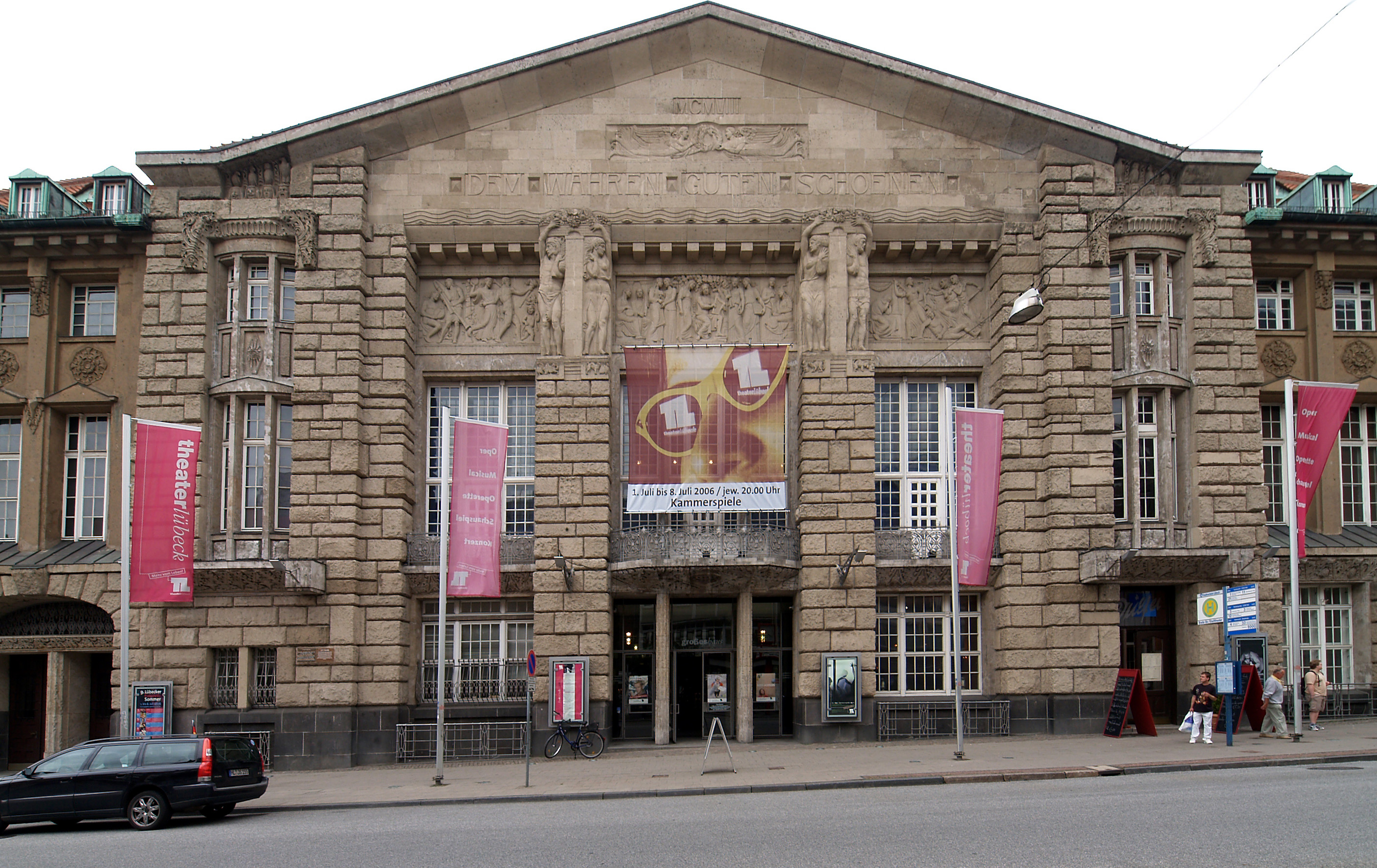
Фасад в стиле модерн

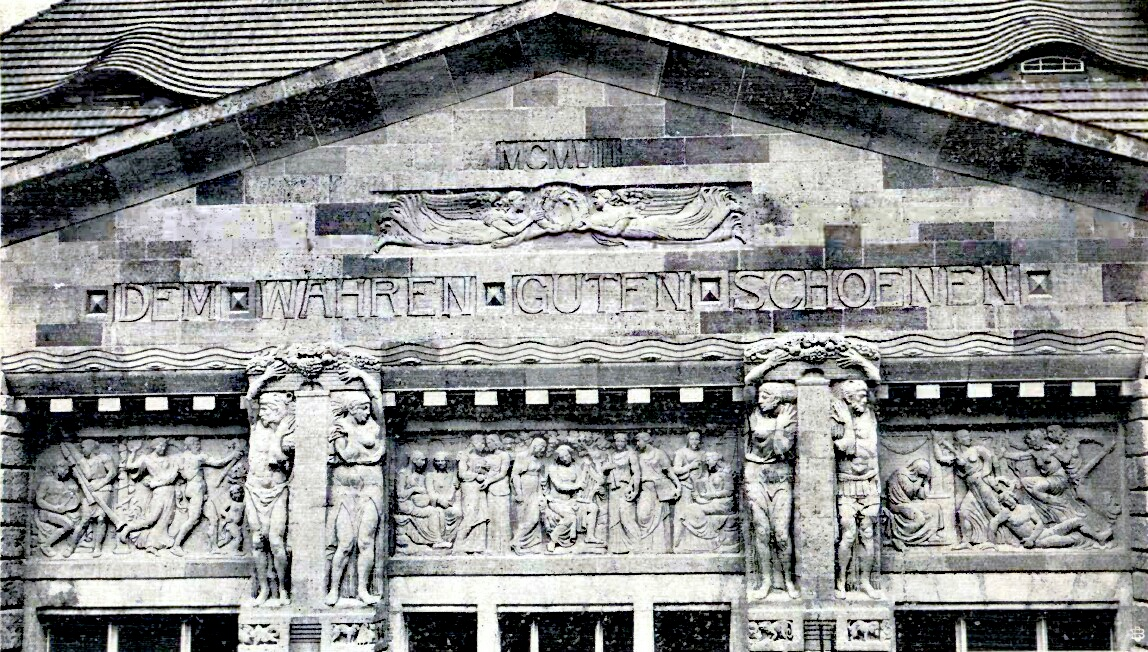
Рельеф фасада

Любекский театр (ранее — сцена Hansestadt Lübeck, в просторечии Stadttheater) — один из крупнейших театров в немецкой земле Шлезвиг-Гольштейн. Им управляет Theater Lübeck GmbH, государственная компания Hansestadt Lübeck.
Общественный интерес к театральным постановкам и опере возник в Любеке в первые дни эпохи Просвещения, и первая оперная постановка в городе состоялась 2 июня 1746 года в доме мастера Шредера Экке на Кенигштрассе. Переход здания в имущество города в XIX веке описал Томас Манн в своем романе «Будденбрук».
Среди выдающихся постановщиков, которые начали свою карьеру в Любеке, были Герман Абендрот, Вильгельм Фуртвенглер и Кристоф фон Донаньи.

## Структура
Театр был построен в 1908 году в стиле ар-нуво на месте театра 18 века на Бекергрубе в Старом городе Любека. Его спроектировал Мартин Дюльфер, а строительство профинансировал местный бизнесмен и филантроп Эмиль Поссель. Рельефы на фасаде из песчаника — работа скульптора Георга Ремера. Рельеф в центре изображает Аполлона и Девять муз с комедией и трагедией по бокам. Концевые опоры фронтона с изображением Кариатид и Атласа — работа гамбургского штукатур Карла Вайнбергера . Фасад и здание полностью отреставрировали в 1990-е годы. 

Старый театр, Создатели, Новый театр
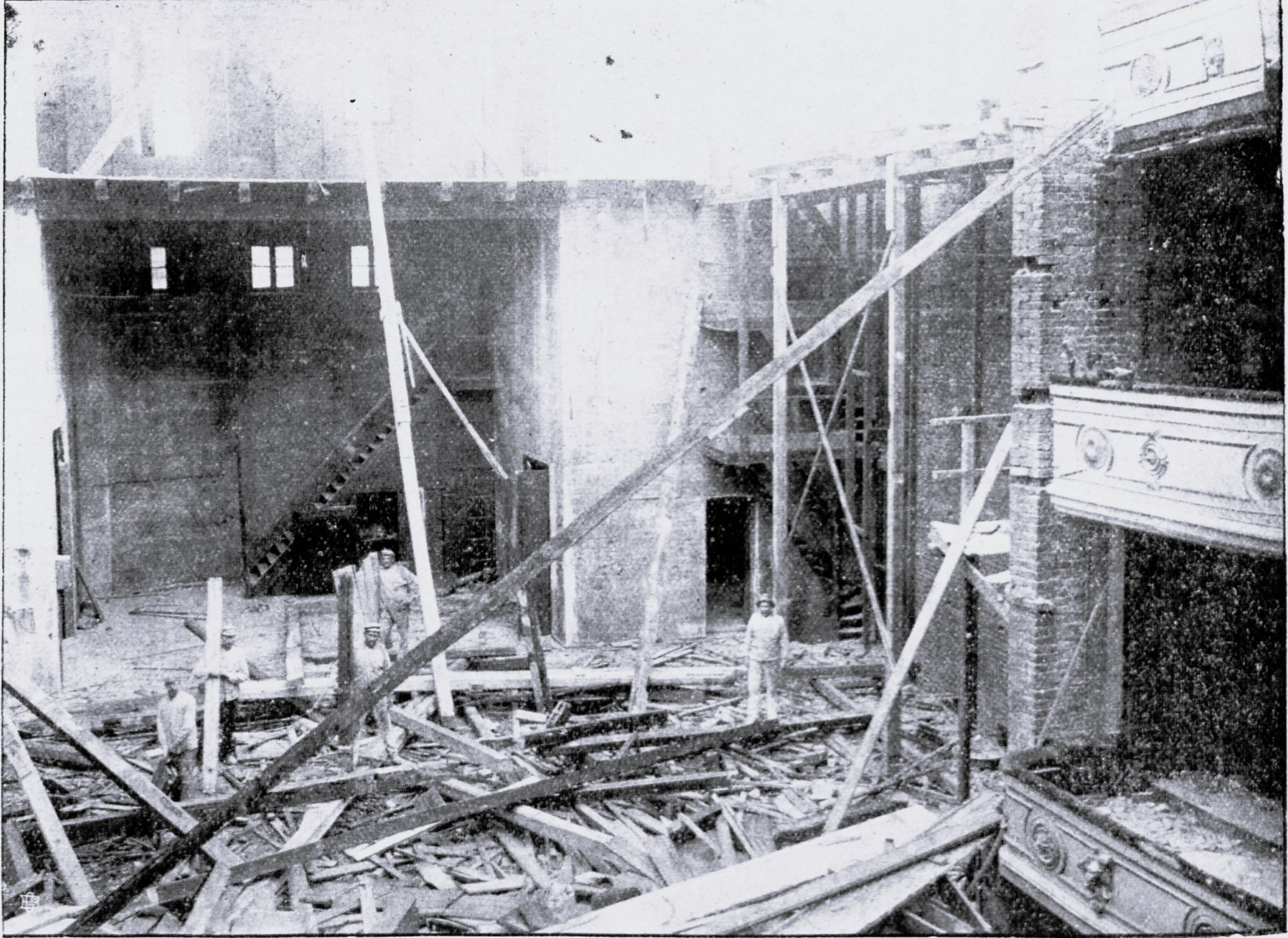
Старый театр разрушен
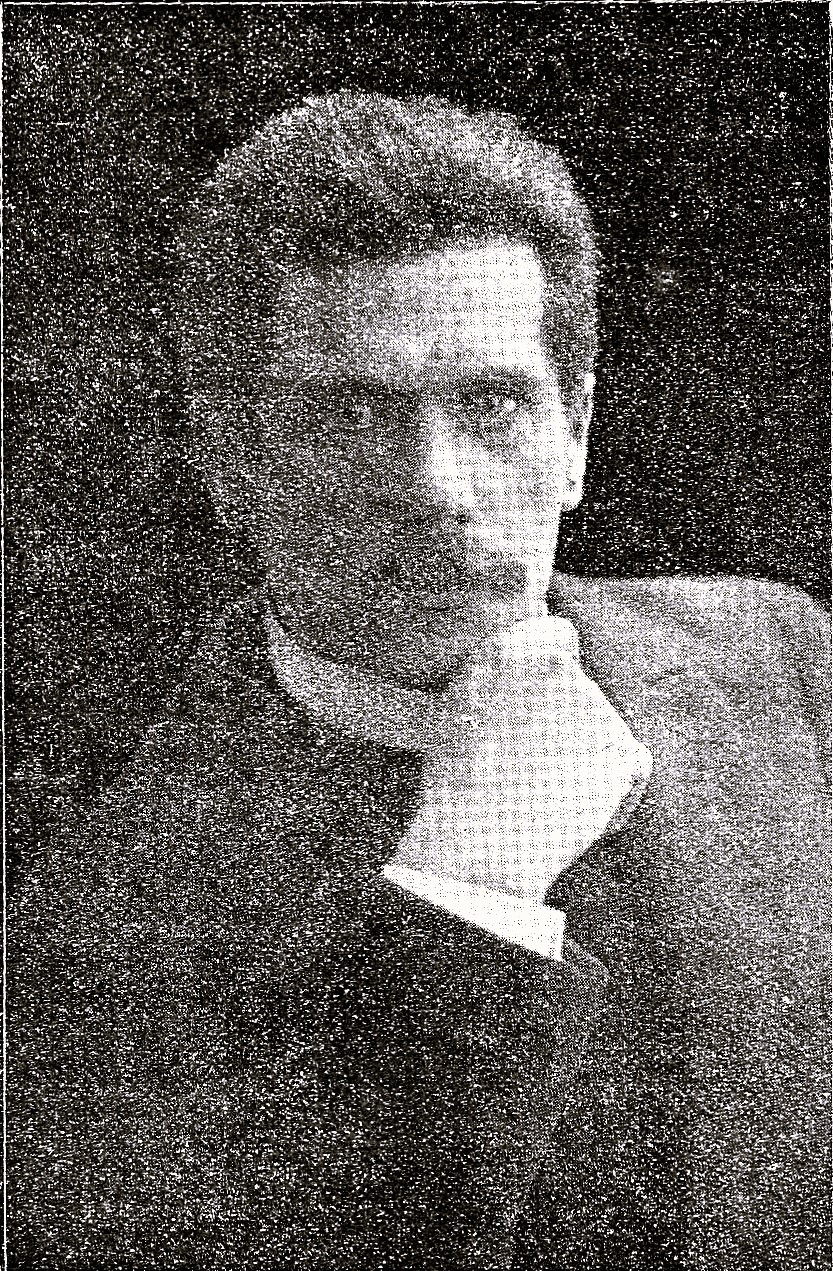
Профессор Мартин Дюльфер из Дрездена (строитель)
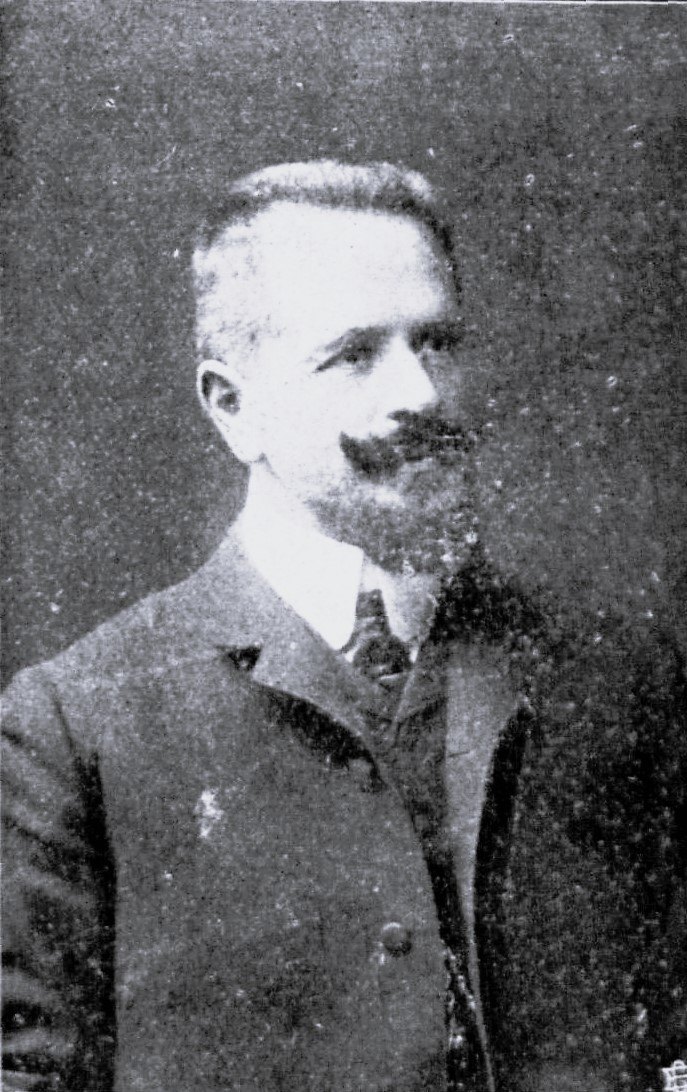
Архитектор Макс Бодрексел
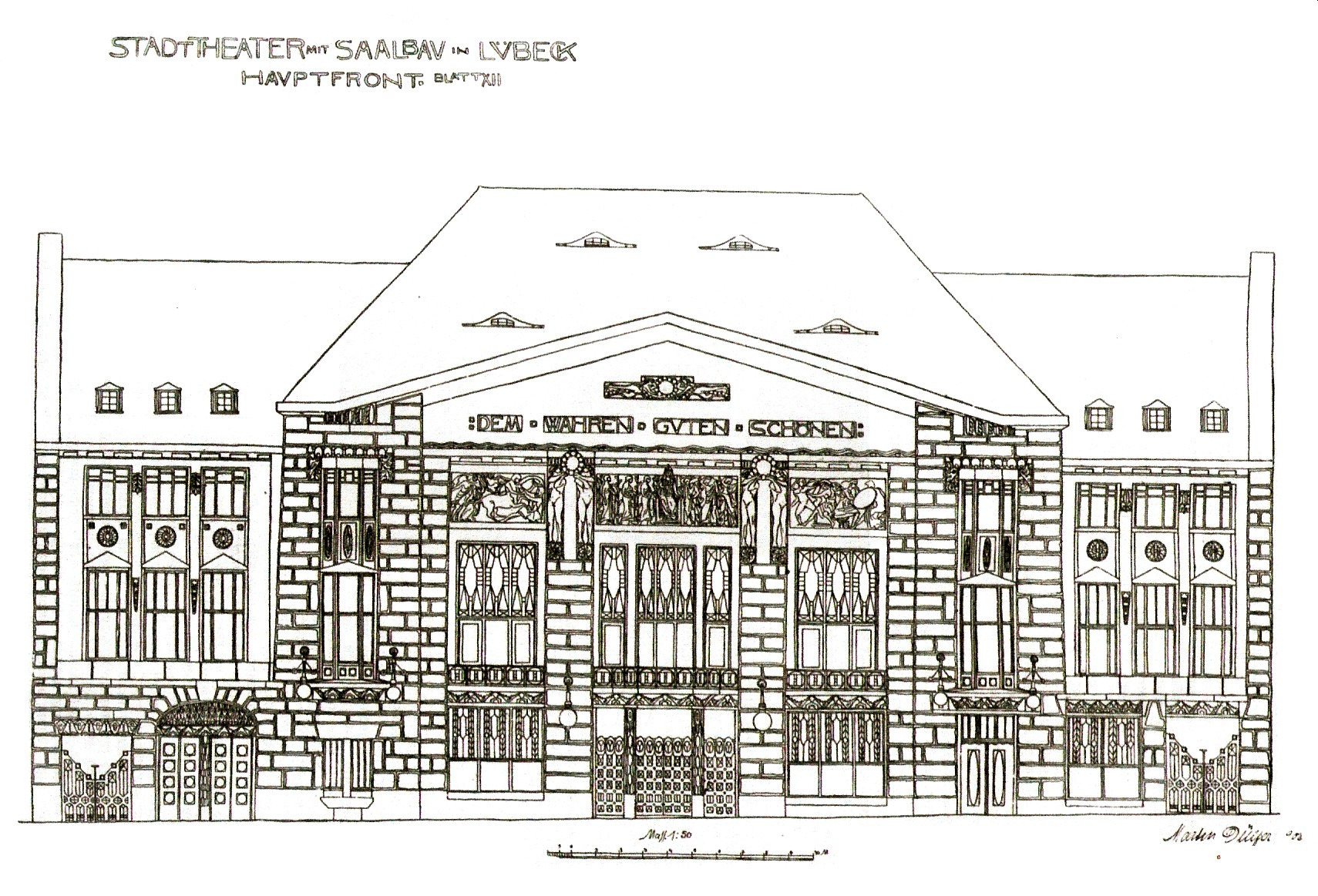
Ратуша с театром
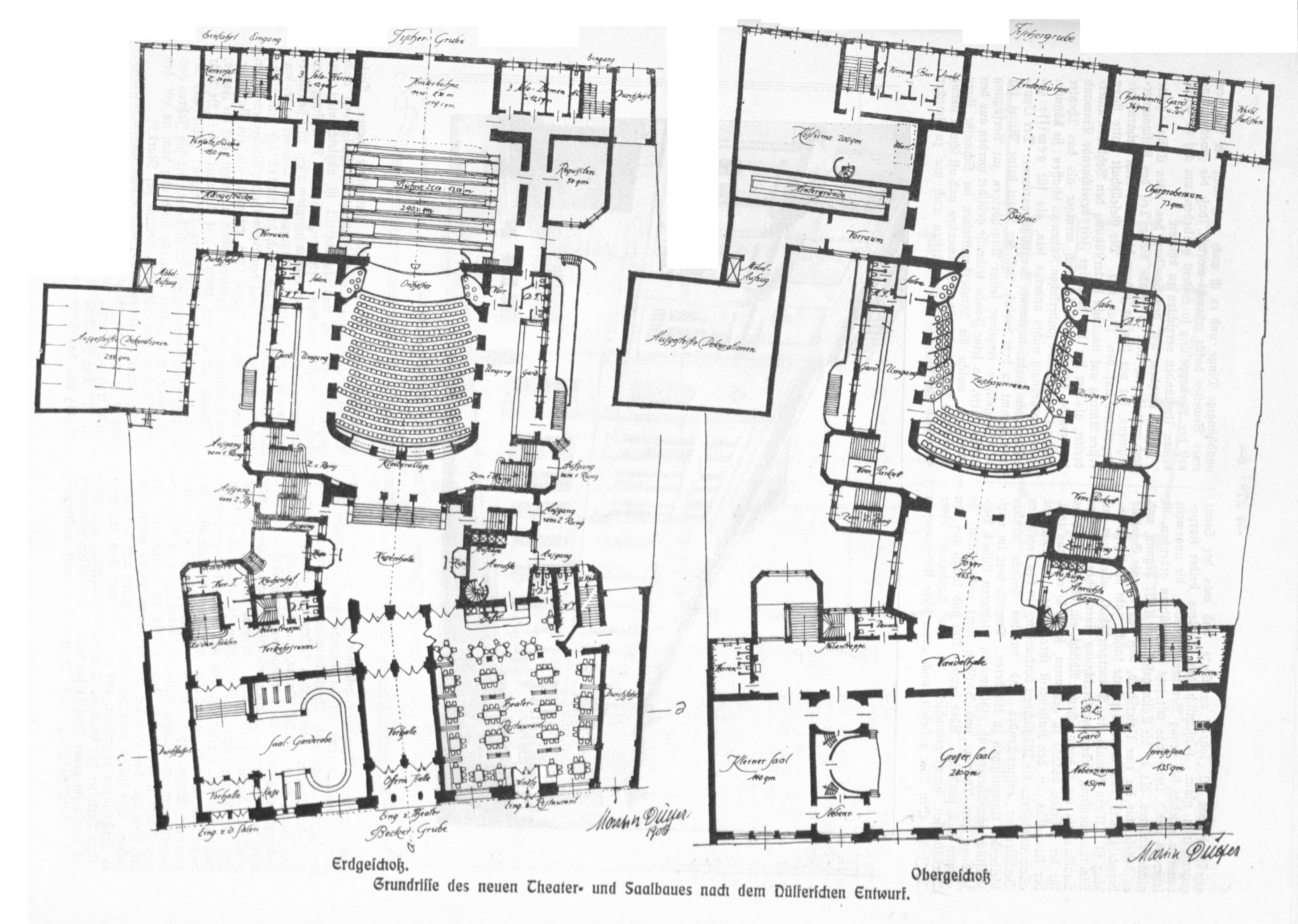
Планировка этажей

## Театр сегодня
Театр предлагает все виды культурных мероприятий, включая оперу, балет, камерную музыку и пьесы, а также концерты Любекского филармонического оркестра.
В руководство театра входили Карл Вибах (1968—1978), Ганс Тенис (1978—1991), Дитрих фон Эрцен (1991—2000) и Марк Адам (2000—2007). С 2007 года театр находится в управление комитета.
50 % доходов театра поступает в бюджет города Любек. По 12,5 % идет в региональные органы власти близлежащих округов Герцогтум Лауэнбург и Нордвестмекленбург, Торговую палату («Kaufmannschaft») и организацию Gesellschaft der Theaterfreunde (Друзья театра).